# Saratoga megye
Saratoga megye az Amerikai Egyesült Államokban, azon belül New York államban található. Megyeszékhelye Ballston Spa, legnagyobb városa Saratoga Springs. Lakosainak száma 235 509 fő (2020. április 1.). Saratoga megye Hamilton, Warren, Washington, Rensselaer, Albany, Schenectady, Fulton és Montgomery megyékkel határos.

## Népesség
A megye népességének változása:
| Lakosok száma | 219 962 | 221 041 | 222 327 | 223 865 | 226 249 | 235 509 |
|               | 2010    | 2011    | 2012    | 2013    | 2015    | 2020    |